# Rūdolfs Blaumanis

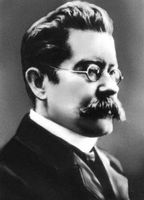
Rūdolfs Blaumanis

Rūdolfs Blaumanis (* 1. Januar 1863 in Ērgļi, Gouvernement Livland, Russisches Kaiserreich; † 4. September 1908 in Punkaharju, Großfürstentum Finnland, Russisches Kaiserreich) war einer der bekanntesten lettischen Schriftsteller und Dramatiker.

## Leben

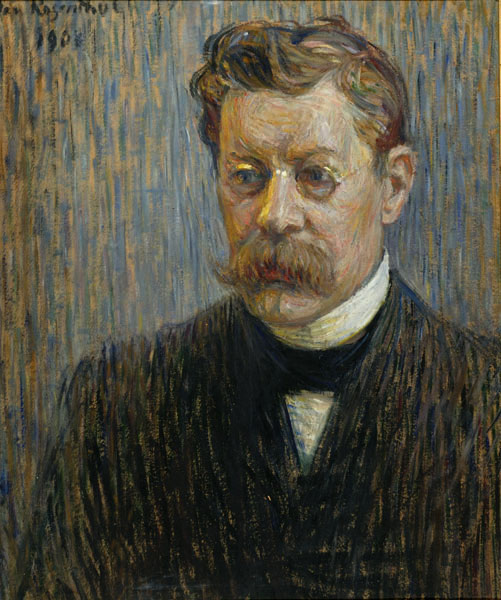
Bildnis Rūdolfs Blaumanis, gemalt von Janis Rozentāls (1908)

Rūdolfs Blaumanis wurde auf dem Gut von Ērgļi geboren, dessen Besitzer Baron Gustav Rudolph von Transehe-Roseneck (1828–1905) sein Taufpate war. Er hatte einen jüngeren Bruder namens Arvīs Blaumanis (1875–1940), der später als Schullehrer arbeitete und mehrere schriftliche Zeugnisse zu Rūdolfs' Biografie hinterließ.
Rūdolfs Blaumanis besuchte eine deutsche Handelsschule in Riga. Seine ersten Publikationen schrieb er in Deutsch. Als er später nach Hause zurückkehrte, widmete er sich dem Studium der lettischen Sprache. 1888 wurde er in Riga zunächst freier Journalist und später fester Redakteur der liberalen Zeitung für Stadt und Land. Er verfasste Prosawerke wie die heute in Lettland noch sehr bekannten Novellen Die Raudup-Wirtin (1889) oder Im Schatten des Todes (1899) und gilt als Begründer der psychologischen Kurzgeschichte in Lettisch. Ab 1890 wurden auch erste Theaterstücke von ihm aufgeführt, die die Probleme des bäuerlichen Lebens in Lettland behandelten. Skroderdienas Silmačos (Schneidertage in Silmači) ist das am häufigsten aufgeführte lettische Theaterstück.
Blaumanis übersetzte viele lettisch verfasste Werke, wie sein naturalistisches Drama Die Indrans (1904), ins Deutsche. Kurzzeitig arbeitete er für die Zeitung der Neuen Strömung Dienas lapa und war zusammen mit Aspazija, Jānis Poruks, Augusts Deglavs bei Mājas Viesis tätig. 1900 erschien eine Gedichtsammlung zusammen mit Andrievs Niedra. 1901 war er bei der Zeitschrift Pēterburgas Avīzes und 1906 bei der Zeitschrift Latvija. 1906 erschien im Paul Neldner Verlag, Riga, auch seine zusammen mit Hans Schmidt erarbeitete Nachdichtung der lettischen Texte aus der Sammlung der Kompositionen von Jāzeps Vītols 200 lettische Volksweisen mit Klavierbegleitung. Zwischen diesen Tätigkeiten, bei denen er teilweise unter Pseudonym schrieb, kehrte er immer wieder für längere Zeit auf seinen Hof Braki bei Ērgļi zurück und veröffentlichte eine Vielzahl von erfolgreichen Erzählungen, Theaterstücken und Gedichten. Allerdings verschlechterte sich seine Gesundheit zunehmend, so dass er 1908 ein Sanatorium in Finnland aufsuchte, wo er infolge seiner Tuberkuloseerkrankung verstarb.

## Gedenken und Ehrungen

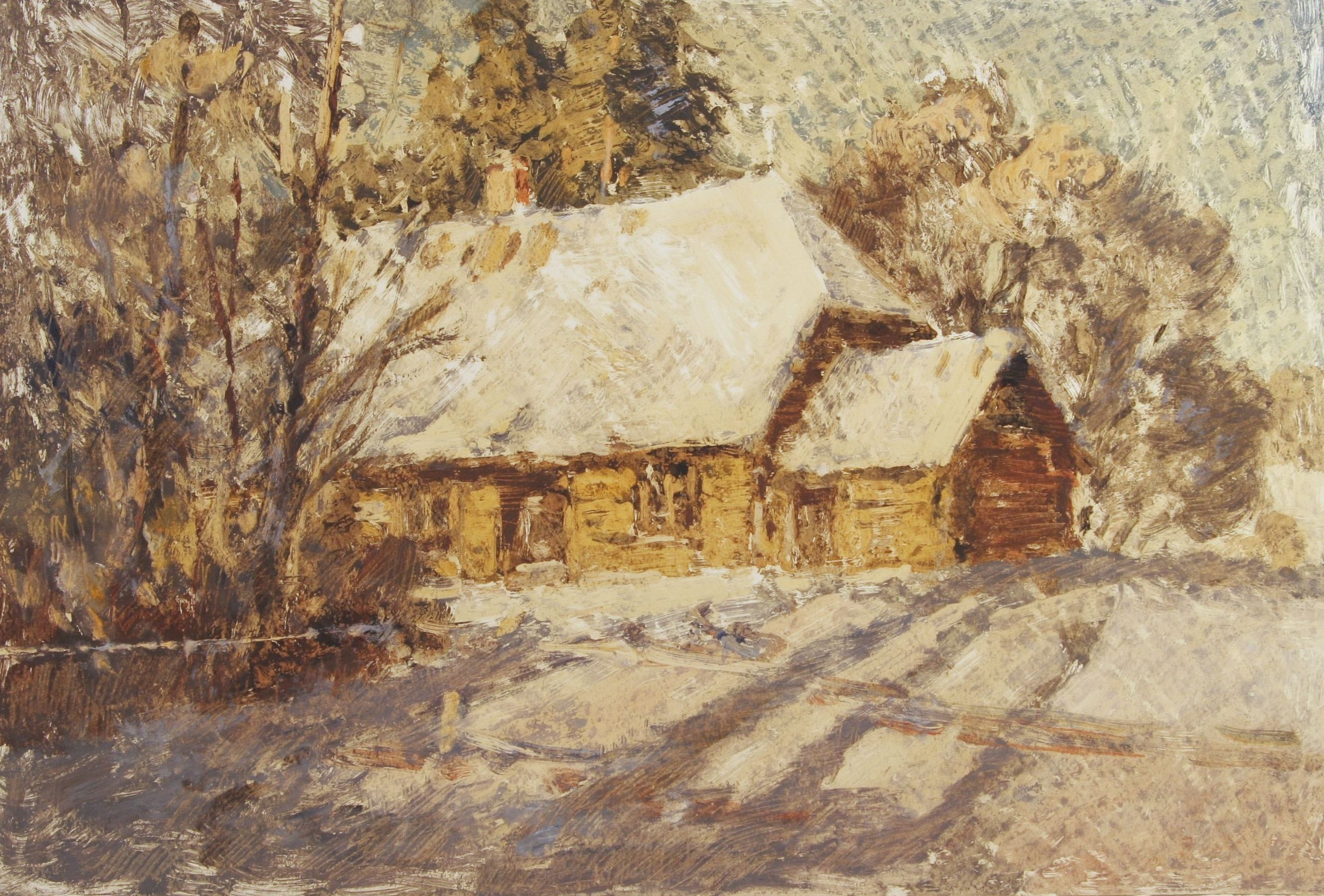
Das Gehöft Braki von Rūdolfs Blaumanis. Monotypie von Edgars Vinters (1971).

- In mehreren lettischen Städten wurden Straßen nach Blaumanis benannt (Blaumaņa iela in Baldone, Jelgava und Riga; Rūdolfa Blaumaņa iela in Dubulti/Jūrmala).
- In Riga ist in der Wohnung des Malers Janis Rozentāls, bei dem Blaumanis eine Zeit lang in Untermiete wohnte,[6] ein Museum für Blaumanis und Rozentāls eingerichtet.[7] Auch sein Heimathof bei Ērgļi ist seit 1959 ein Museum.
- 1929 wurde in einem Park der Stadt das Blaumanis-Denkmal enthüllt.
- Zum 150. Geburtstag gab die Latvijas Banka im Jahre 2013 eine Gedenkmünze im Nennwert von 1 Lats heraus – eine der letzten Lats-Münzen vor der Umstellung auf den Euro.

## Werke in deutscher Übersetzung
(in chronologischer Folge des Erscheinens)
- Die Indrans. Drama aus dem lettischen Volksleben. Übersetzt aus dem Lettischen vom Autor und Oskar Schönhoff. Gulbis, Riga 1921.
  - Nachdruck: Harro von Hirschheydt, Hannover-Döhren 1972. ISBN 3-7777-0980-8.
- Novellen. Gulbis, Riga 1921.
- Durch den Sumpf. Gulbis, Riga 1922.
- Im Schatten des Todes. Novelle. In: Internationale Literatur, Bd. 10, Nr. 10. Verlag für Fremdsprachige Literatur, Moskau 1940.
  - Nachdruck: Evangelische Verlags-Anstalt, Berlin 1962.
  - Übersetzt aus dem Lettischen vom Autor. Mit einem Nachwort von Rolf Füllmann: hochroth Verlag, Berlin 2014. ISBN 978-3-902871-47-3.
- Die Raudup-Wirtin. Übersetzt aus dem Lettischen vom Autor. Latviju Grāmata, Riga 1941.
- Sumpfwanderer. Bavaria-Verlag, Gauting bei München 1949 (= Stimmen der Völker, Bd. 4)
- Zehn lettische Novellen. Verlag Neues Leben, Berlin 1953.
- Im Sumpf und andere lettische Novellen. Reclam, Leipzig 1954 (= Reclams Universal-Bibliothek, Bd. 7976/77).
- Die Teufelchen. Liesma, Riga 1980.
- Frost im Frühling. Die deutschsprachigen Erzählungen. Vollständige Ausgabe aller vom Autor selbst auf Deutsch verfassten Werke. Herausgegeben von Benedikts Kalnačs und Rolf Füllmann. Aisthesis, Bielefeld 2017, ISBN 978-3-8498-1256-0.